# SLS Las Vegas
Para otros usos del término "Sahara", ver Sahara (desambiguación)
El SLS Las Vegas, anteriormente el Sahara Hotel and Casino, es un hotel y casino localizado en el Strip de Las Vegas en Winchester, Nevada. El hotel, de temática árabe, tenía 1.720 habitaciones y el área de casino cubría más de 7.896 m² (85.000 pies cuadrados), y estaba construido en un área de 174.000 m² (55 acres) incluyendo el predio vacío. El hotel es la parada que está más al norte del Monorriel de Las Vegas. El Sahara fue el último hotel "Rat Pack" en quedar y el único que está al norte en el lado este del strip de Las Vegas. La entrada porte-cochère, construida en forma de "cebolla" tipo minarete, está diseñada para que los huéspedes tengan un ambiente más árabe.
El Sahara cerró el 16 de mayo de 2011, y abrió otra vez el 23 de agosto de 2014 como el SLS Las Vegas.

## Historia
El hotel fue abierto en 1952 por Al Winter, Milton Prell y Sam Boyd fuera de los límites de la ciudad, y fue el sexto hotel en construirse en el Strip. El resort fue construido por Del Webb.
A finales de 1954, el hotel ofrecía música jazz interpretada por Louis Prima, último show nocturno en el lounge act, y uno de los primeros en Las Vegas Strip. Junto con su esposa Keely Smith y el saxofonista Sam Butera crearon uno de los mejores shows nocturnos en todo el Strip.
En 1961, el hotel fue comprado por Del Webb. En 1962, se abrió el restaurante Don the Beachcomber, convirtiéndose en una de las atracciones por las celebridades que acostumbraban a alojarse allí. Una torre de 24 pisos fue construida en 1963.
Durante muchos años el hotel era el local donde se celebraba el telemaratón por el día del trabajo de Jerry Lewis, la mayoría fueron hechos en los años 70, y algunos en los 90.
La propiedad cambió de dueño en 1995 cuando Archon Corporation vendió la propiedad a Bill Bennett. Bill Bennett fue el dueño del hotel, hasta su muerte el 22 de diciembre de 2002. Desde entonces, la propiedad ha sido dirigida por la Familia "Bill Bennett".
En 1987 se construyó una segunda torre de 27 pisos y, en 1997, una nueva portalada durante la reubicación de la piscina.
En 1999, varias renovaciones fueron hechas en la montaña rusa llamada Speed-The Ride y el restaurante Nascar.
Rumores de que el Sahara estaba embargado surgieron en los medios de comunicación en febrero de 2006. En un artículo del 30 de junio de 2006 se anunció que el Sahara, al igual que el resto de la propiedad Wet 'n Wild, estaban en venta.
El 2 de marzo de 2007, Sam Nazarian y el grupo estatal de Bienes y raíces Stockbridge firmaron un acuerdo para comprarlo a la familia Bennett. La transacción supuestamente sería valorada entre $300 y $400 millones por solo el hotel/casino y el predio de 17.45 acres. El acuerdo no incluyó los 26 acres del lote desde el Strip hasta el Sahara ni los 11 acres del lote este del Sahara en la calle Paradise. El hotel fue finalmente cerrado el 16 de mayo de 2011. Sam Nazarian, gerente del hotel, afirmó que el hotel cerraría temporalmente con la intención de reabrir algún día (aunque se desconoce cuándo). Todos los huéspedes, que habían reservado alojamiento después de la fecha del cierre, fueron realojados en el Hotel Circus Circus. Nazarian también dijo que ayudaría a los trabajadores despedidos por su clausura a conseguir su inmediata recolocación.

### Historia cinematográfica
En el hotel se filmó en 1960 la versión original de la película Ocean's Eleven.
En el hotel y en la piscina del mismo, se filmaron partes de la película  Viva Las Vegas, de Elvis Presley y Ann-Margret, como protagonistas.